# Aegithalos iouschistos
El mito frentirrufo (Aegithalos iouschistos) es una especie de ave paseriforme de la familia Aegithalidae propia del este y centro del Himalaya y montañas orientales aledañas. 

## Taxonomía
El mito frentirrufo forma una superespecie con el mito cejinegro (Aegithalos bonvaloti) de China y el norte de Birmania y el mito gorjiblanco (Aegithalos niveogularis) del Himalaya occidental. A veces estas tres aves se han considerado una sola especie pero ahora mayoritariamente se tratan como especies separadas. Las áreas de distribución del mito frentirrufo y del mito cejinegro solapan en China sin que haya indicios de hibridación entre los dos.

## Descripción
El mito frentirrufo tiene una longitud de 11 cm. Los adultos tienen las partes superiores de color gris y las partes inferiores canela rojizo. La cabeza es de un color ocre anaranjado claro, y presenta anchas listas pileales laterales negras que se extienden hasta los ojos a modo de máscara y la garganta de color gris plata con veteado negro y enmarcada por bigotaras negras. Los juveniles son de tonos más claros y apagados que los adultos. El mito cejinegro es parecido al mito frentirrufo pero tiene una frente y un vientre blancos y la garganta con un borde blanco. Por su parte el mito gorgiblanco tiene la frente y la garganta blancas.

## Distribución
Se puede encontrar el mito frentirrufo en el este y centro del Himalaya y las montañas que rodean el este de la meseta tibetana, distribuido por China, India, Nepal y Bután. Habita en bosques montañosos planifolios y también de coníferos en alturas de hasta 3 600 m sobre el nivel del mar. Generalmente se reúne en bandadas para alimentarse.